# 9/10: The Final Hours
9/10: The Final Hours è un film-documentario del 2014 diretto da Erik Nelson.
Documentario di produzione statunitense e canadese, basato sugli attentati dell'11 settembre 2001.

## Trama
Il documentario segue le vicende della vita di varie persone poco prima degli attentati dell'11 settembre 2001. Viene citato anche il National September 11 Memorial & Museum e il Tribute in Light, situato al posto delle Torri Gemelle originali.

## Distribuzione
Il documentario, distribuito negli USA a partire da settembre 2014, è facilmente reperibile su Internet.